# لويس غويلرمو ريفيرا
لويس غويلرمو ريفيرا (بالإسبانية: Luis Guillermo Rivera)‏ (11 يونيو 1975 في كولومبيا - ) هو لاعب كرة قدم كولومبي في مركز الوسط. لعب مع ديبورتيفو باستو وديبورتيفو كالي ونادي إيميلك ونادي ميلوناريوس وL.D.U. Loja ‏ وديبورتيس توليما وديبورتيفو بيريرا.

## وصلات خارجية
- لويس غويلرمو ريفيرا على موقع قاعدة بيانات كرة القدم.إي يو (الإنجليزية)